# Армяне в Византии
Армяне в Византии (арм. Հայերը Բյուզանդիայում) составляли в отдельные периоды наиболее значительное этническое меньшинство. Исторически это было обусловлено нахождением в составе Византии части исторической Армении, расположенной к западу от Евфрата. После раздела Армении в 387 году между Римской империей и государством Сасанидов к империи была присоединена часть Великой Армении. В это время и позднее происходили значительные миграции армян в византийскую Малую Азию, Константинополь и европейскую часть империи. Армяне занимали видное место в составе господствующего класса Византии, из их числа вышел ряд императоров: Ираклий I (610—641), Филиппик (711—713), Артавазд (742—743), Лев Армянин (813—820), Василий I Македонянин (867—886) и основанная им династия (есть версия о не армянском происхождении Василия), Роман I Лакапин (920—944) и Иоанн Цимисхий (969—976). Согласно подсчётам А. П. Каждана, в XI—XII веках армяне составляли 10—15 % правящей аристократии; с учётом лиц и семей, чьё армянское происхождение не вполне достоверно, это соотношение становится существенно выше. В связи с тем, что Армения не признала Четвёртый Вселенский (Халкидонский) собор (451), на отношения между Византией и Арменией оказывали влияние попытки официальной византийской церкви обратить Армянскую церковь к халкидонизму. Многие армяне играли важную роль в греко-римском мире и в Византии.

## Армянское население Византии

### Армянские миграции в Византию

Фемы Малой Азии в 950 году

О присутствии армян на территории Римской империи известно уже в начале I века. Географ Страбон сообщает, что «Команы имеют большое население и являются значительным торговым центром для купцов из Армении». В IV—V веках армянское население появилось и в других областях и городах империи. В 571 году, спасаясь от преследований в государстве Сасанидов, множество армян во главе с Варданом Мамиконяном, нашли убежище в византийской Малой Азии и, в частности, в городе Пергаме, где они образовали крупную колонию. В середине VII века в Византию бежали павликиане, поселившиеся у слияния рек Ирис и Ликус в диоцезе Понт. При Константине V (741—775) множество нахараров покинули свои владения в Армении и бежали в Византию. В 781 году, спасаясь от преследований в Халифате, в Византию переселились 50 000 армян. Императрица Ирина и её сын Константин VI (780—797) официально приветствовали их в Константинополе, награждая прибывших сообразно их знатности званиями и землями.
Практиковались также принудительные переселения армян. Вероятно, до середины VI века они не были значительны, хотя Прокопий Кесарийский сообщая о причинах недовольства некоего Арсака говорит, что во время войны с готами Армения «… замучена непрерывными наборами и военными постоями, истощена чрезвычайными поборами, отец его казнён под предлогом невыполнения договоров и соглашения, вся его родня порабощена и рассеяна по всей Римской империи». В царствование Тиберия II (578—582) 10 000 армян из Ахдзника были переселены на Кипр. О планах его преемника Маврикия (582—602) решить проблему с армянами, которые «народ строптивый и непокорны; живут между нами и мутят» сообщает Себеос. С этой целью византийский император вступил в переписку с шахом Хосровом II (591—628), предложив ему одновременно осуществить переселение подвластных им армян; своих Маврикий собирался переселить во Фракию. Однако результат оказался несколько иным, поскольку армяне начали бежать в Персию. Фракия рассматривалась как наиболее подходящее место для проживания армян и в дальнейшем: при Константине V (741—775) туда были переселены армяне и сирийские монофизиты, при Льве IV (775—780) 150 000 сирийцев, среди которых, однако, могли быть и армяне. После победы в 872 году Василия I (867—886) над павликианами, большинство из которых, предположительно, составляли армяне, множество их было рассеяно по всей империи. При его сыне Льве VI армянский владетель Мануил из Текиса был «введён в Константинополь», что, вероятнее всего, указывает на то, что он там насильно удерживался, его четырём сыновьям были даны земли и должности. Сам Мануил получил титул протоспафария, а на его бывших землях была основана фема Месопотамия. При Иоанне Цимисхии (969—976) из восточных провинций во Фракию были переселены павликиане. Василий II (976—1025) также переселил в район Филиппополя и в Македонию многих армян из подвластных ему земель с целью организации обороны против болгар. Асолик в начале XI столетия сообщает об этом «… последний вознамерился переселить часть армян, находившихся под его владычеством, в Македонию, [дабы поставить их] против булхаров [и дать им возможность заняться] устройством страны».
Фракия не была единственным местом для поселения армян: они упоминаются в начале XI века в числе народов, переселённых Никифором I (802—811) в Спарту для восстановления этого разрушенного города; в 885 году полководец Никифор Фока Старший переселил множество армян, возможно павликиан, в Калабрию. После отвоевания Крита в 961 году туда были заселены в том числе и армяне. В 1021 году царь армянского Васпураканского царства Сенекерим Арцруни передал своё царство Византии. За них он получил Севастию, Лариссу и Авару и стал патрикием и стратигом Каппадокии. Вместе с ним в Каппадокию из Васпуракана переселилось 400 тысяч человек. Эту цифру, впервые указанную в XVIII веке армянским историком М. Чамчяном, современный арменист П. Харанис подвергает сомнению, так как в современном событию источнике приводится число переселенцев 16 000 человек, не считая женщин и детей. С середины X века армяне стали интенсивно заселять Каппадокию, Киликию и северную Сирию. Многочисленные армянские беженцы попали в Византию, спасаясь от набегов сельджуков. Поражение Византии при Манцикерте в 1071 году и захваты территорий в Малой Азии крестоносцами в конце XI века привели к уменьшению роли армян, хотя их пребывание фиксируется вплоть до окончательного падения империи. Армянские колонии в последний период византийской истории известны в оставшихся под властью Византии городах Малой Азии и в европейских провинциях.
Массовое переселение армян из Армении на византийские земли имело более глобальные последствия, нежели увеличение общины. Во второй половине XI века армяне образовали здесь по меньшей мере 6 государств: в 1071 году Государство Филарета Варажнуни и Княжество Мелитены, в 1080 году княжество в Киликии, в 1083 году Эдесское княжество, примерно тогда же — Кесунское княжество и Княжество Пир. Из них княжество Киликия в 1198 году было признано армянским царством. Мхитар Айриванеци в XIII веке писал:«В это время Рубенианы стали господствовать в Киликии. Бог сам оказал правосудие нам, притеснённым: Греки прекратили царство наше; но Бог дал землю их армянам, которые в ней теперь царствуют».

### Армянские владения империи

Армения разделенная между Византией и Государством Сасанидов по договорам 387 и 591 годов

С вхождением после первого раздела Армении в 387 году в состав Византии примерно четверти Армянского государства Аршакидов, империя приобрела значительное армянское население. В то же время они являлись одним из коренных народов в Каппадокии. При поддержке Византии, стремившейся усилить своё влияние в регионе, в Армении продолжало распространяться христианство, в византийской части Армении на 420-е годы приходится деятельность создателя армянского алфавита Маштоца. После завершения ирано-византийской войны в 591 году произошел второй раздел Армении, в результате которого византийская граница переместилась на восток охватив всю центральную Армению. Около 600 года в Армении начались восстания, затем с 603 года Армения была вовлечена в очередную войну между Византией и Ираном. Примерно в 640 году началось арабское завоевание Армении и вскоре эта часть империи была потеряна. В X веке в состав Византии были включены значительные территории с армянским населением. Так, в 949 году была присоединена область Карин, в 966 году армянское княжество Багратидов в Тароне, а через несколько лет Манцикерт, также имеющий преимущественно армянское население. Переломным для дальнейшей истории армянского народа событием стала аннексия империей Анийского царства в 1045 году в центральной Армении и занятие большого города Ани. Таким образом владения Византийской империи в Армении на некоторое время доходили вплоть до западного побережья Севана. Однако такая ситуация продлилась недолго. Уже в 1064 году эта территория была захвачена сельджукским султаном Алп-Арсланом. В следующем году царь Карса Гагик Карсский вынужденно передал своё царство Византии. К 1065 году значительная часть исторической Армении, кроме Ани, Сюника, Ташира и Хачена, находилась в составе Византии.
Массовая аннексия армянских земель Византией имела далеко идущие последствия. С одной стороны, Византия лишилась буфера и любое вторжение с востока теперь затрагивало непосредственно её территорию, что означало неминуемое вовлечение империи в конфликт с сельджуками. Помимо этого, пытаясь инкорпорировать автохтонную армянскую знать в новые византийские реалии, империя была вынуждена выделить перемещённым армянским князьям земли в Ликандусе, Каппадокии, Цамандосе, Харсианоне, Киликии и Месопотамии. С этими князьями мигрировали десятки тысяч армянских крестьян и ремесленников, которые изменили этнический и религиозный состав этих провинций. Это, в свою очередь, привело к острой борьбе с уже имевшимся здесь греко-православным населением.

### Правовое положение
Малая Армения уже при Веспасиане (69—79) стала римской провинцией, сначала в составе Каппадокии, затем отдельно. Сведений об этой провинции сохранилось не много, но можно предположить, что она ничем существенным не отличалась от остальных. На приобретённых после 387 года территориях власть Аршакидов была упразднена либо сразу, либо при Феодосии II (402—450), и передана комиту Армении. При этом соблюдались наследственные права нахараров по наследственному владению землёй и передачей её по наследству на основе принципа майората. Территории, расположенные в излучине Евфрата подчинялись Аршакидам лишь номинально уже с 298 года, их правители подчинялись непосредственно императору, в их ведении находились местные воинские контингенты. Все части Армении платили налоги в казну. В правление Юстиниана I (527—565) были произведены изменения в административном устройстве Армении, повышено налогообложение и дано женщинам право наследования. Последняя мера неизбежно приводила к дроблению владений нахараров, что привело к их недовольству.
Завоевание Армении арабами в VII веке не изменило общей тенденции по интеграции армянской знати в административные структуры империи. На отвоёванных в X—XI веках территориях образовывались фемы, командные должности в которых предоставлялись не только армянским выходцам из внутренних провинций, но и местным уроженцам. В своей деятельности Византия опиралась не только на близких по вере армян-халкидонитов, но и на тех, которые сохранили верность армянской церкви.

## Армянская просопография Византии

### Императоры

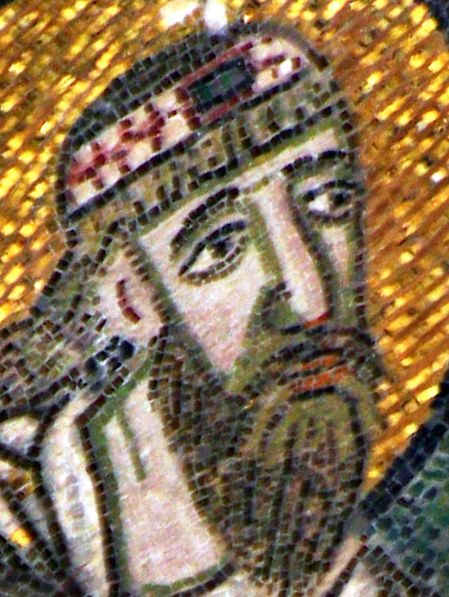
Император Лев VI. Фрагмент из мозаики Софийского собора

Попыткам установить армянское происхождение различных византийских императоров посвящена достаточно обширная литература. По замечанию армянского историка Лео, это «льстило национальному тщеславию армян». Первым византийским императором, относительно которого существует легенда о его армянском происхождении, является Маврикий (582—602). Ряд армянских историков X—XIII веков приводят сведения о его армянском происхождении — из Ошакана, согласно Асолику. В этом же населённом пункте находится колонна, согласно местной легенде возведённая в честь матери императора. Анализ этих легенд был произведён Н. Адонцем, являвшимся сторонником признания их достоверности. Тем не менее, большинством современных исследователей признаётся справедливой точка зрения Евагрия Схоластика, согласно которому Маврикий «по роду и имени, происходил от древнего Рима, а по ближайшим предкам, отечеством своим почитал каппадокийский город Аравин». Согласно авторам Оксфордского словаря Византии этот вопрос остаётся неразрешённым.
Более достоверные сведения касаются императора Ираклия I (610—641). Историк VII века Феофилакт Симокатта в своей «Истории» сообщает, что родной город этого императора находился в Армении. Известно, что в ходе последней ирано-византийской войны резиденция Ираклия с 622 по 628 год находилась в Армении. В «Истории императора Иракла» армянского историка VII века Себеоса упоминается о родстве Ираклия с Аршакидами, хотя степень этого родства не вполне ясна. Другие версии происхождения этого императора предполагают его африканское, сирийское или каппадокийское не-армянское происхождение, причём каждая из этих возможностей предполагает различную трактовку поступков этого выдающегося правителя. В авторитетном справочнике Prosopography of the Later Roman Empire происхождение Ираклия названо просто каппадокийским, что не исключает армянских предков. Армянином был узурпатор Мизизий, правивший на Сицилии в 668—669 годах. Его имя представляет греческую транскрипцию армянского имени Мжеж. О кратком правлении Филиппика (711—713) в годы после смуты, начавшейся после первого свержения Юстиниана II, известно очень немного. Утверждения о его армянском происхождении основаны на его урождённом имени — Вардан. Источник середины VIII века называет его отца Никифора уроженцем Пергама, однако, как отмечает А. Стратос, в сведениях о происхождении семьи Филиппика из Пергама и его армянских корнях нет противоречия, так как в 571 году много армян бежало в Малую Азию и основали большую колонию в Пергаме. По мнению К. Туманова, император Артавазд (742—743) принадлежал к знатному семейству Мамиконянов.
О происхождении императора Льва V Армянина (813—820) Продолжатель Феофана сообщает следующим образом: «Отечеством же упомянутого Льва была Армения, а вот род свой он вел с одной стороны от ассирийцев, а с другой — от армян, тех, что в преступном и нечестивом замысле пролили кровь своих родителей, были осуждены на изгнание и, живя беглецами в нищете, выродили этого зверя». Столь нелестная характеристика может быть вызвана доктринальными расхождениями между автором хроники и императором-иконоборцем. По мнению К. Туманова этот император принадлежал к знатному армянскому семейству Гнуни и эту точку зрения полагает вероятной У. Тредголд. Также есть мнение о принадлежности его к Арцрунидам. Армянские корни имела императрица Феодора, вместе со своими братьями, дядей, племянниками и прочими многочисленными родственниками осуществлявшая регентство при своём малолетнем сыне Михаиле III (842—867). По предположению Н. Г. Адонца она принадлежала к нахарарской семье Мамиконянов.

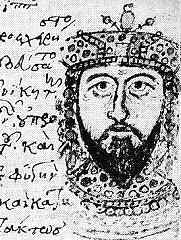
Изображение императора Льва Армянина в рукописи XV века

Вопрос происхождения императора Василия I (867—886) привлекал пристальное внимание византинистов со времён Дюканжа. По мнению этого французского исследователя XVII века, выведение патриархом Фотием родословной Василия по отцовской линии от переселившихся в Византию при императоре Льве Макелле (457—474) родственников армянских царей, а по материнской линии от Константина Великого (306—337), является целиком вымышленным. В XIX веке, на основании привлечения арабских источников, сложилась теория славянского происхождения Василия I. Таким образом общее число гипотез достигло трёх — армянское знатное, армянское незнатное и славянское. Известно, что местом рождения Василия были окрестности Адрианополя, где могли проживать как славяне, так и армяне-павликиане. Достаточно определённо об армянском происхождении Василия высказывается обнаруженное в XIX веке житие Евфимия (первая половина X века, Vita Euthymii). С другой стороны, существуют веские аргументы против рассказа Фотия, который также излагается у Генезия и внука Василия, Константина VII (913—959). Ряд греческих текстов осведомлены о низком происхождении Василия и не знают о его армянских корнях. Армянские источники единодушно убеждены в армянском происхождении Василия и, например, Асолик пишет о его сыне: «Лев VI, как сын армянина, превзошёл всякого армянина тароватостью», a Вардан что «он был сын армянина и очень любил армян». Сопоставляя все известные на начало XX века сведения, известный русский византинист А. А. Васильев склоняется к версии об армянском незнатном происхождении Василия I, считая указания на его возможное славянское происхождение следствием путаницы из-за географического расположения провинции Македония, населённой преимущественно славянами. Соответственно этому взгляду, распространено мнение, что все представители основанной им Македонской династии вплоть до Василия II (867—1025) имели армянское происхождение. Эта теория ныне является преобладающей. Её противником выступил византинист Г. А. Острогорский.
Армянское происхождение имели некоторые императоры в X веке — Роман I Лакапин (920—944) и Иоанн I Цимисхий (969—976). Армянское происхождение семейства Фок, к которому принадлежал император Никифор II Фока (963—969), не имеет достаточного подтверждения.

### Аристократические семейства
После раздела Армении в 387 году Византия получила вместе с территорией соответствующую часть армянской аристократии, поступившую на военную и гражданскую службу. Новый приток знати произошёл после второго раздела Армении в 591 году и арабского завоевания Армении в VII веке. По замечанию Н. Г. Адонца, «все армяне, сыгравшие определённую роль в византийской истории, почти что целиком принадлежали к сословию армянской знати». При рассмотрении вопроса о принадлежности исторических деятелей к той или иной знатной фамилии сложность состоит в том, что в греческих источниках этот момент обычно не отражался.
Армянское происхождение имели многочисленные византийские аристократические роды, среди которых Лакапины, Куркуасы, Гаврасы, Заутцы и многие другие, чьи представители занимали высокие гражданские и военные должности. Для периода XI—XII веков исследование аристократических семейств армянского происхождения предпринял А. П. Каждан. Согласно его классификации, можно выделить три категории таких семейств: те, чьё армянское происхождение бесспорно, семьи армяно-ивирские и прочие семьи, для которых происхождение установить затруднительно. Согласно оценке А. П. Каждана, сделанной в 1970-х годах, для рассмотренного им периода доля потомков выходцев из Армении составляла от 10 до 15 %. В результате дальнейших исследований Н. Гарсоян посчитала такую оценку завышенной. Наряду с армянской аристократией Византии выделяют также «армяно-ивирскую», то есть такую, представителей которой византийские источники именуют как армянами, так и ивирами. Считается, что относительно этих семейств, к которым А. П. Каждан отнёс Торников и Пакурианов, а Н. Г. Гарсоян также и Фок, принадлежала халкидонитская знать фемы Ивирия, этническое происхождение которой могло быть различным.
С VIII по X армянский род Мосиле дал ряд значительных военачальников. Неоднократно в хронике Продолжателя Феофана упоминается Константин Армянин, «отец нашего логофета дрома, мудрого философа и совершенно неподкупного патрикия Фомы». Хронист также отмечает, что этот Константин дружески относился к будущему императору Василию I по причине общего с ним армянского происхождения. В середине IX столетия фактическим правителем Византийской империи стал Варда, младший брат императрицы Феодоры, армянин, возможно из рода Мамикоянов. После IX века сведения об армянских аристократических семействах становятся довольно многочисленными. Из числа армянских семей поздневизантийского периода можно назвать Таронитов (X—XIII века) и их родственников Торников, сохранявших влияние до XIV века. Представителем семьи Торников был узурпатор XI века Лев Торник.

### Деятели культуры и науки
Ещё с римской эпохи сохранились сведения о философе-софисте армянине Проэресии. В Византийской империи получили известность также некоторые представители науки и культуры армянского происхождения. В VII веке, изучив в своей стране «всю литературу нашего армянского народа», для повышения своего образования в Византию отправился армянский географ Анания Ширакаци, по выражению французского византиниста П. Лемерля — отец точных наук Армении. Вначале он собирался учиться у математика Христосатура, о котором невозможно сказать точно, был ли он армянином, где-то в провинции Армения IV. Затем земляки посоветовали ему отправиться в Трапезунд, где проживал сведущий в науках и, к тому же знающий армянский язык, учёный Тихик. Восемь лет Анания учился у этого греческого учёного, занимаясь при этом переводом на армянский язык греческих текстов. После завершения обучения Анания вернулся в Армению, где сам начал преподавать, с огорчением обнаружив, что армяне «не любят учёбу и науки». По поводу этого рассказа, сообщаемого Ананией в своей автобиографии, выдвигаются различные гипотезы — либо что обучающиеся в Трапезунде молодые армяне должны были затем быть хиротонисаны, либо же у Тихика обучались греки, которых Византия в рамках армянской политики императора Ираклия I хотела ввести в курс армянских дел.
Армяне играли важную роль в культурной и интеллектуальной жизни Константинополя. Уроженцем Константинополя, которому принято приписывать армянское происхождение, был Иоанн Грамматик — Патриарх Константинопольский в 837—843 годах и известный иконоборец. Имена его брата (Аршавир) и отца (Баграт, в греческих источниках — Pankratios) указывают на вероятную родственную связь с династиями Багратуни и Камсаракан. Среди византийских учёных-армян автор известной монографии об армянах в Византии П. Харанис называет патриарха IX века Фотия, однако в большинстве современных источников происхождение этого выдающегося религиозного деятеля и энциклопедиста не уточняется в связи с недостаточностью сохранившихся сведений. Известным покровителем наук в IX веке был крупный государственный деятель Варда. Его другом и сооснователем Константинопольского университета был Лев Математик, племянник Иоанна Грамматика. Некоторые источники сообщают об армянских предках Иосифа Генезия. Такое утверждение основано на вероятном армянском происхождении его деда —Константина Маниака, однако родственные связи Иосифа Генезия и Константина Маниака иногда подвергаются сомнению. По-видимому, армянином был и писатель XI века Кекавмен — автор знаменитых «Советов и рассказов», содержащих не только военные, но и бытовые поучения. Во время Палеологовского возрождения творил математик армянского происхождения Николай Артавазд.

## Армяне в византийской армии

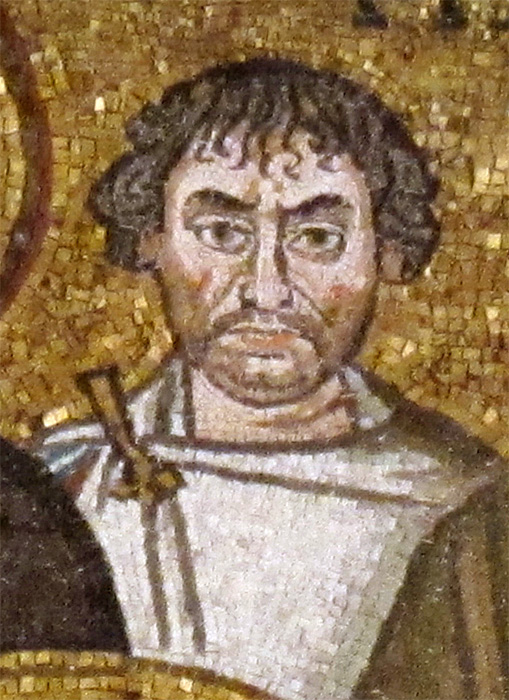
Полководец и влиятельный придворный Восточной Римской империи армянин Нарсес (478—573)

Хотя известно об армянских торговцах и представителях других профессий, основным занятием армян в Византии, судя по всему, была военная служба. Благодаря сведениям придворного историка императора Юстиниана I Прокопия Кесарийского хорошо известна роль армян в войнах, которые этот император вёл в Африке с вандалами, в Италии с остготами и на Ближнем Востоке с Сасанидами. Помимо уроженца Персоармении Нарсеса, добившегося значительных успехов в войне с готами и в войнах с племенами антов, герулов и франков, можно указать около 15 полководцев армянского происхождения в армии Юстиниана. Византийский гарнизон Нарсеса, локализованный в Италии, состоял в основном из армян и назывался numerus Armeniorum. Согласно информации армянского историка Себеоса, армянский элемент доминировал в полиэтнической армии императора Маврикия: «Он приказал перевезти всех через море и соединить их в странах фракийских против неприятеля. В то же время он повелел также собрать всю конницу армянскую, и князей-нахараров, мощных в борьбе, искусных как в деле военном, так и в метании копий. Он приказал также вторично вывести из Армении сильное войско, выбирая всех по росту и по охоте; устроить из них стройные полки, вооружить и отправить всех в страну фракийскую против неприятелей, назначив Мушега Мамиконяна полководцем их». Этот поход за Дунай закончился поражением византийцев и гибелью Мушега. После этого в Армении было набрано два войска по 1000 всадников в каждом, из которых одно «устрашилось по дороге и не хотело идти на место, куда требовал их царь». Примечательно сообщение Прокопия о военнослужащем армянине Гилакиосе (Глак), участнике готских войн, который не мог говорить ни на греческом, ни на латыни, ни на готском, а только на армянском. В целом, согласно мнению историка XIX века К. П. Патканова, начиная с эпохи правления Маврикия, армянские военачальники стали играть важную роль в греческой армии, достигая высших командных должностей. .

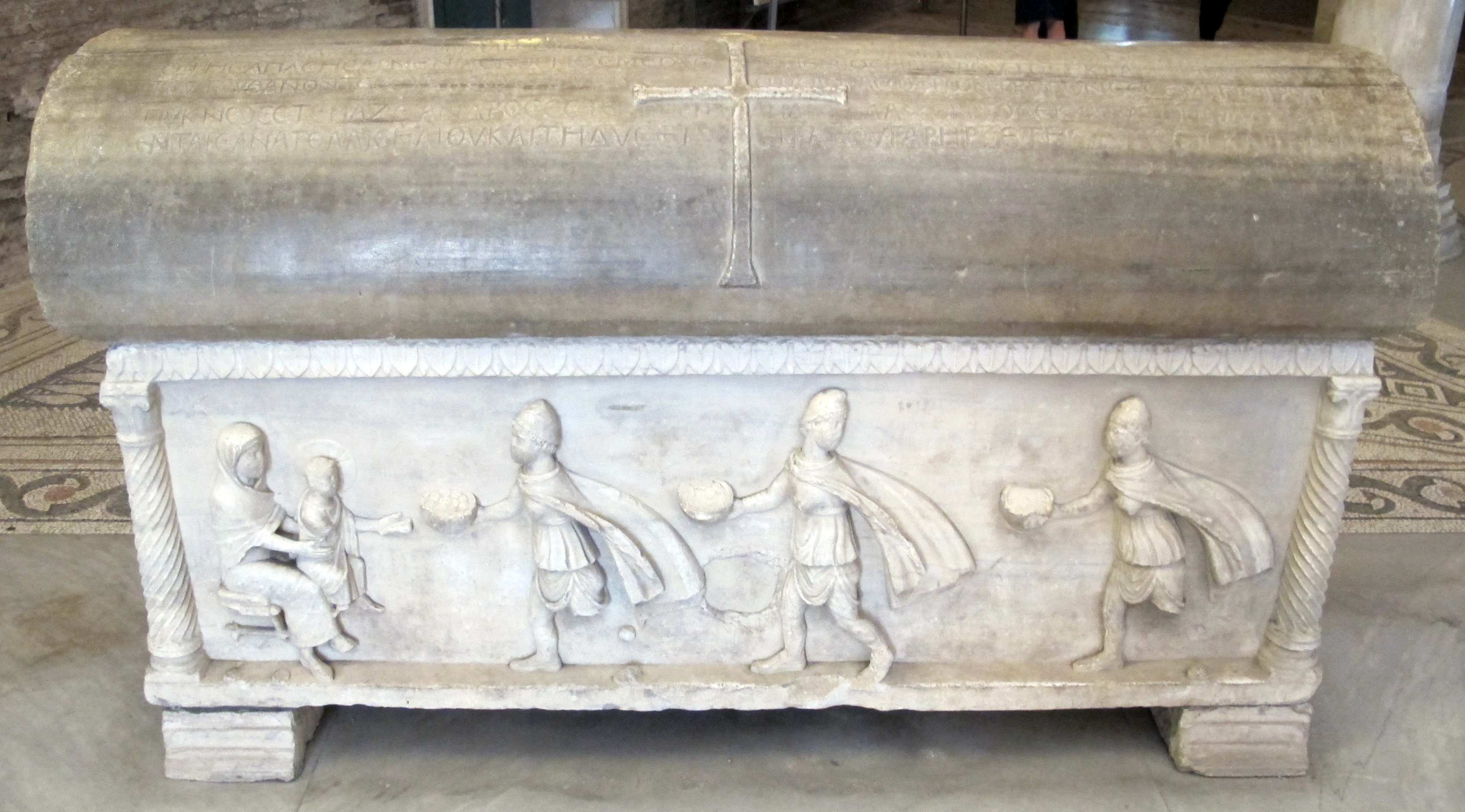
Саркофаг экзарха Равенны Исаака: «Здесь покоится доблестный полководец, который 18 лет хранил Рим и Запад для их величеств: Исаакий, союзник императоров, великое украшение всей Армении, он был армянин из славного рода. Поскольку он умер с доброй славой, его мудрая жена Сусанна горевала беспрерывно, словно чистый голубь, лишенная ее мужа, который большими усилиями стяжал славу на Востоке и на Западе, ибо с Запада и Востока вел он свои армии»

При Ираклии I значительная роль армян в армии сохранилась, наряду с другими кавказскими народами — лазами, абазгами и иберами. Феофан Исповедник в связи с походом Ираклия I против персов в 627/628 годах дважды упоминает об участии в этой кампании отряда армянской кавалерии под командованием турмарха Георгия. При Ираклии армянин Мануил был префектом Египта. Некоторые из узурпаторов VII века, возможно, были армянами — Ваган, провозглашённый императором перед битвой при Ярмуке и комит Опсикия Мизизий, в правление Константа II (641—668) провозглашённый императором за его «благовидность и величественность». Согласно Михаилу Сирийцу его армянское имя было Мжеж Гнуни, а его сын Иоанн поднял восстание против Константина IV (668—685). После завершения завоевания Армении арабами армянские войска были избавлены от необходимости сражаться с единоверцами, поскольку по условиям заключённого в 652 году договора, армянская кавалерия не могла быть переброшена на сирийский фронт. Около 750 года в Византию прибыл Тачат Андзеваци и успешно воевал в войнах Константина V против болгар, затем он был полководцем в феме Букеларии. Родственник императора Льва Армянина, полководец Григорий Птерот сделал успешную военную карьеру при жизни своего дяди, а после его убийства попытался присоединиться к восстанию Фомы Славянина. Четырём императорам, с Михаила I (811—813) до Феофила (813—842), служил Михаил Амаликитянин в звании протостратора, стратига Армениакона и доместика схол. В 896 году на византийскую службу поступил нахарар Млех (ум. 934) известный в византийских источниках как Мелиа, возможно внук ишхана Варажнуника. В 908 году Млеху было поручено восстановить крепость Ликанд и гарнизоны в её окрестности. В этот регион переселилось много армян. В 916 году здесь была организована фема, войско которой приняло участие в очередном провальном сражении с болгарами. Сам Млех, «благодаря проявленной им верности василевсу ромеев и многим до бесконечности подвигам его против сарацин» был удостоен титула магистра.
При формировании фемной военно-административной системы, фема Армениакон была создана одной из первых, однако датировка этого события является дискуссионным вопросом. В VII веке к этой феме применялся эпитет «богохранимый императорский» (др.-греч. θεοφύλακτος βασιλικός), что указывало на особый «элитный» статус этого образования. С конца IX века боеспособность и роль старых фем уменьшается, их упадок продолжается до 1030-х годов. В X столетии видным военным деятелем империи стал армянин Иоанн Куркуас, представитель рода Куркуасов. Исходя из предположения, что воинский контингент Армениакона состоял в основном из армян и предполагая, что его величина составляла от 18 000 до 23 000 человек, можно предположить, что доля армян в Византийской армии IX—XI веков составляла около 20 %.
При этом, однако, источники свидетельствуют о том, что армяне, в определённые периоды, составляли не самую дисциплинированную часть византийской армии. В анонимном военном трактате «De velitatione bellica», приписываемом императору Никифору II особо отмечается, что «армяне нехорошо и неосторожно исполняют должность караульных». Они часто дезертировали и не всегда исполняли приказы. Во время битвы при Манцикерте (1071), завершившейся катастрофическим разгромом византийцев, армянская часть войска дезертировала. Причины такой невысокой лояльности могут быть объяснены непрекращающимся давлением в религиозной сфере.

## Место в обществе

### Религиозные вопросы

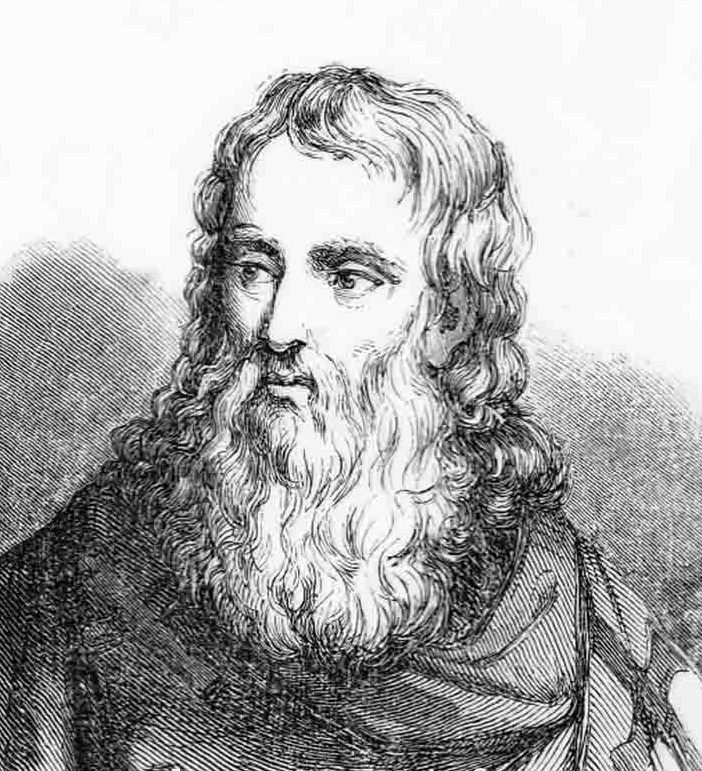
Католикос армянский Нерсес IV Шнорали

В начале IV веке Армения приняла христианство и с тех пор церковь превратилась в могущественную организацию, роль которой особенно возрастала в периоды утраты государственной самостоятельности. Армения не признала решений состоявшегося в 451 году вселенского Халкидонского собора, оторвавшись тем самым от церкви остальной части Византии. Хотя Армянская церковь принимала христологическую формулу Кирилла Александрийского, осуждение Халкидонского собора делало её с точки зрения Константинополя монофизитской, то есть еретической. В свою очередь, Армянская церковь считала сторонников Халкидонского собора несторианами, то есть сторонниками осуждённого Эфесским собором (431) ересиарха Нестория. Поскольку государственная служба предполагала принятие государственной религии, большинство известных армян на службе империи были халкидонитами.
Попытки восстановления церковного единства предпринимались в начале VII века, в IX веке патриархом Фотием и в XII веке по отношению к Киликийской Армении. Так, например в середине IX века, накануне признания Халифатом и Византией самостоятельности Армянского царства, через патриарха Фотия империя подняла догматический вопрос, предлагая армянам принять халкидонизм. Созванный около 862 года Ширакаванский собор, возглавляемый католикосом Закарией I Дзагеци, отклонил это предложение. Межконфессиональные противоречия иногда обострялись до такой степени, что в середине X века армянский католикос Анания Мокаци обратился к царю Армении Абасу с просьбой запретить браки с халкидонитами.
Преследования нехалкидонитов, армян и сирийцев, усилились в XI веке. В 1040 году обострились отношения между греками и сирийцами в Мелитене, на что константинопольский патриарх откликнулся осуждением браков между православными и монофизитами. В 1063 году Константин X Дука приказал покинуть Мелитену всем, не признающим Халкидонский собор, а несколько месяцев спустя были сожжены богослужебные книги сирийских и армянских церквей. В 1060 году католикос Хачик II и несколько епископов были вызваны в Константинополь и насильно удерживались до 1063 года. Догматический вопрос снова обострился в XII веке при католикосе Нерсесе IV Шнорали. Созванный в 1179 году католикосом Григором IV церковный собор осудил крайности монофизитства, но отверг учение о двух волях, двух воздействиях, утвердив толкование Армянской Церкви о единой ипостаси Бога Слово воплощенного. По выражению Вардана Великого «Желали единения двух народов: Греков и Армян; но предприятие не удалось, как то можно видеть в подробных повествованиях историков».
Еретическое христианское течение павликиан, зародившееся в VI или VII веке, распространилось по заселённым армянами регионам Византии. Вероятно, армяне составляли большинство среди последователей этого учения, само название которого имеет армянское происхождение. Павликиане постоянно подвергались преследованиям, основанное ими государство в Западной Армении было уничтожено императором Василием I в 872 году, при этом было уничтожено более 100 тысяч сектантов.

### Отношения с другими этносами
Вместе с евреями и итальянцами армяне являлись одной из трех экономически наиболее состоятельных групп Византийской империи. Автор «Historical Dictionary of Byzantium» Дж. Россер отмечает, что армяне стали наиболее адаптированной этнической группой в Византии, которые, в то же самое время, сохраняли свою самобытную литературу, религию и искусство.
Некоторые исторические источники свидетельствуют об определённом недоверии и даже предрассудках византийцев по отношению к армянам. Многие византийские писатели считали необходимым указать, что те или иные видные лица империи армяне или армянского происхождения. О том, что напряжённость в отношениях между армянами и греками была вызвана не только религиозными разногласиями, свидетельствует эпиграмма IX века, приписываемая монахине Кассии, где говорится, что «армянский род — ужаснейший». В 967 году, как сообщает византийский историк Лев Диакон, «произошло побоище между жителями Виза́нтия и армянами». Пример враждебного отношения между греческим и армянским населением империи хорошо известен на примере армянской колонии около города Абидоса. Недовольство местных греков было вызвано, вероятно, переселением сюда армян из других областей после отвоевания Иоанном II Комнином в 1138 году Аназарба у крестоносцев. Когда после падения Константинополя в 1204 году Генрих I Фландрский переправился в Малую Азию с целью продолжить завоевания для Латинской империи, абидосские армяне помогли ему взять город. Затем Генрих доверил им защиту города, а уходя из Малой Азии армяне последовали за ним. В хронике Виллардуэна сообщается, что во Фракию переселилось 20 000 армян, где их настигла месть греков. По мнению историка Ж. Лорана («Les origines medievales de la question Armenienne», 1920) этот пример отражает общее отношение армян к империи, поскольку они не подвергались эллинизации, как другие народы империи, но сохраняли свою культурную и религиозную идентичность. По мнению этого же автора армяне предали Византию перед лицом вторжения сельджуков, поспособствовав тем самым их успеху. Впрочем, это мнение английский историк С. Рансиман назвал «фантастической бессмыслицей» (англ. fantastic nonsense). Известно, что именно из-за захватнической политики Византийской империи армянское царство было уничтожено, что в свою очередь способствовало более беспрепятственному продвижению сельджуков в сторону Малой Азии и дальнейшему захвату самой Византии. В свою очередь армянский автор середины XIII века Вардан Великий считал, что слово «щедрый» на языке греков вообще не существует.
Некоторые исследователи отмечают, что средневековые образы этносов не бывают идеологически нейтральным, и могут быть инструментом формирования той или иной заданной идеи. Такие исторические «образы» иногда могут трансформировать историческую реальность.

## Культурные взаимосвязи

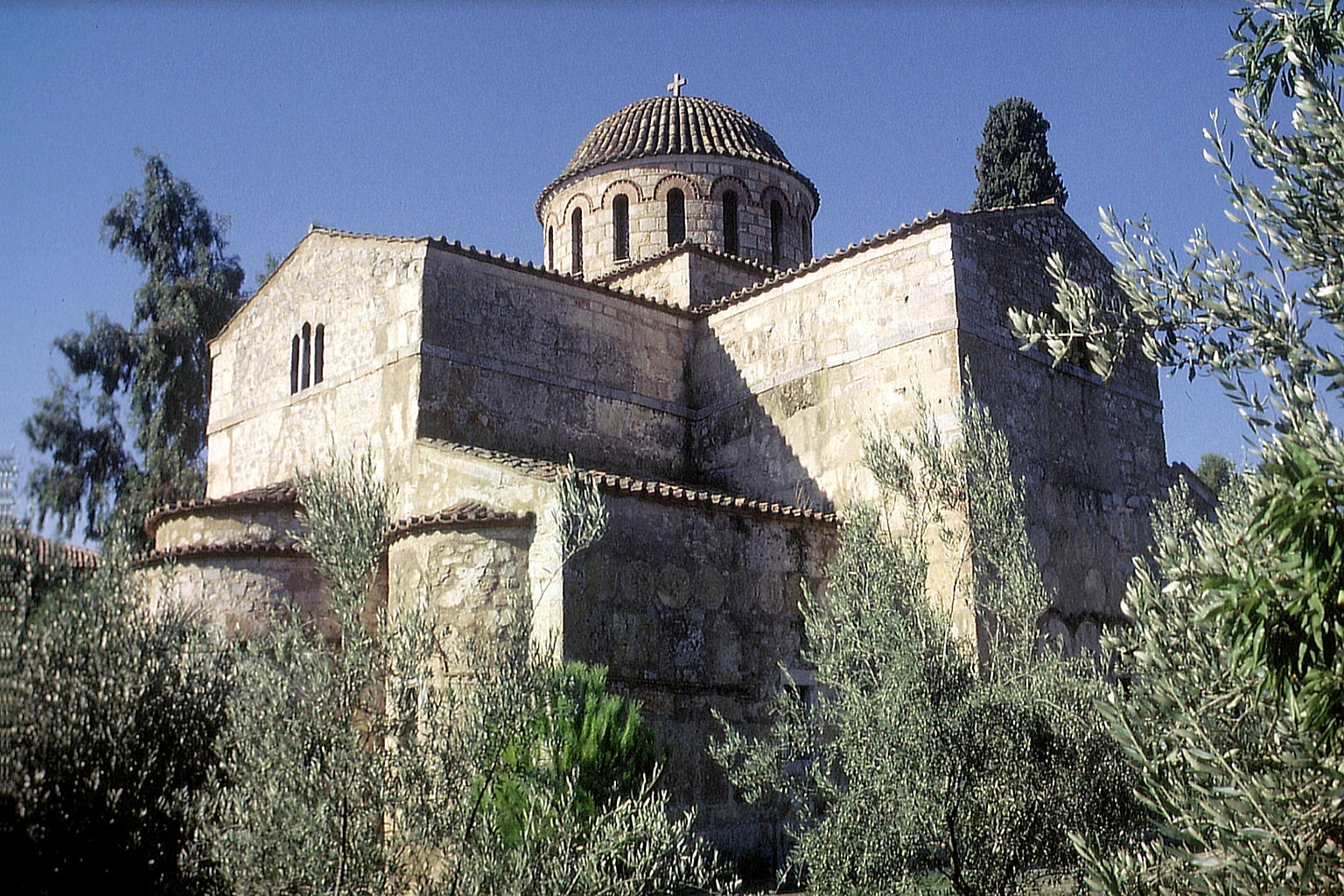
Церковь в Скрипу (874 год) содержит армянские элементы как в архитектурном плане, так и в орнаментике

Чрезвычайно значительно влияние культуры Византии на становление армянской средневековой культуры. В наиболее заметной форме это проявилось в отношении литературы, где на армянскую литературу оказывалось влияние как со стороны непосредственно византийской, так и сформированной в значительной степени под её влиянием сирийской литературы.  С греческого языка переводилась богословская литература, научные труды из всех областей средневекового знания. В результате работы многих поколений переводчиков так называемой «грекофильской школы» армянский читатель получил доступ не только к произведениям классической философской мысли, но и были созданы оригинальные труды. По замечанию Н. Я. Марра, в VII—VIII образованное армянское общество было увлечено философией. Неоплатоник Давид Анахт писал и читал лекции на греческом языке. Одновременно с этим в армянский язык было привнесено множество заимствований из греческого языка, вошедших затем и в новоармянский язык. Греческая культура была доступна прежде всего духовенству, но известны и светские поклонники античной культуры в Армении, например учёный XI века Григор Магистрос. В то же время известно воздействие культуры армян на византийскую культуру. Известный арменовед Р. М. Бартикян отмечает существенный армянский элемент в византийском эпосе о Дигенисе Акрите, многие из предков которого имели армянское происхождение.

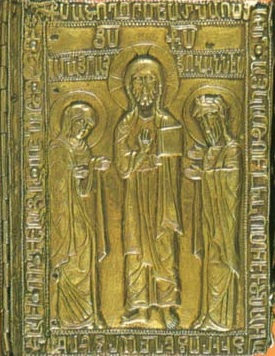
Мотив Деисуса на окладе Евангелия католикоса Костандина Бардзрбердци. Ромкла (Киликийская Армения), 1254 год

В области изготовления изделий из серебра византийское влияние на армянское ювелирное искусство впервые обратил внимание французский арменист XIX века О. Каррье. В дальнейшем эта мысль была развита в работах Г. Овсепяна, С. Тер-Нерсесян, А. Курданяна, А. Хачатряна и Н. Степаняна. Тем не менее, согласно А. Я. Каковкину, большинство армянских памятников среброделия в XI—XV веках свидетельствуют, несмотря на наличие точек соприкосновения, о ярком своеобразии и независимости от греческих произведений. Помимо ювелирного искусства, византийские элементы (например, мотив Деисуса ) вошли и в другие отрасли изобразительного искусства Армении, в частности, миниатюру. Византийское влияние становится наиболее заметно в миниатюрах Киликийской Армении конца XII—начала XIII веков.

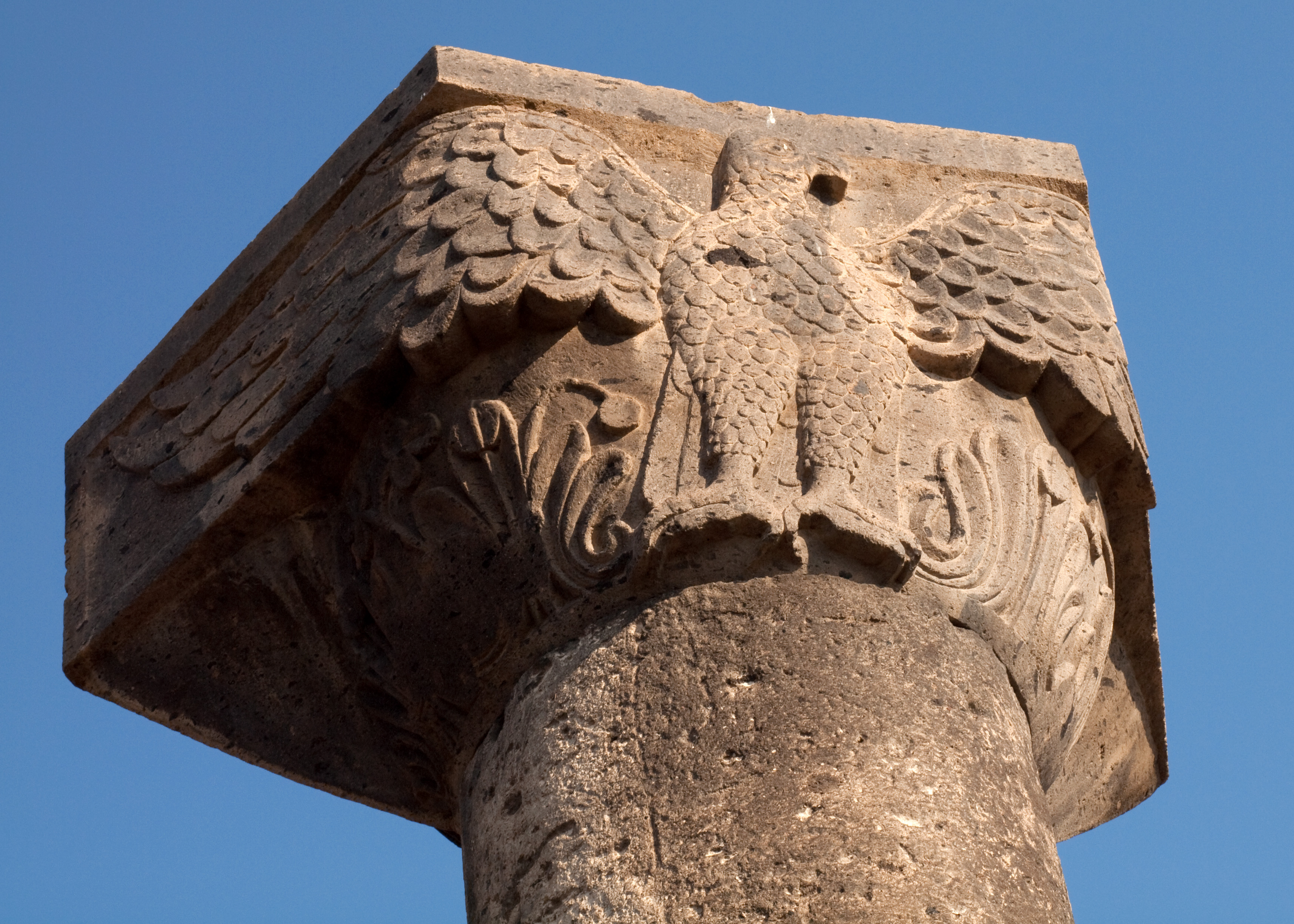
Один из четырёх капителей с орлами из храма Звартноц. Стилистически наиболее близко к ним стоят объекты византийского императорского искусства

В скульптурах же Армении влияние со стороны Византии заметно значительно меньше: каменные скульптуры в Византии не были широко распространены, поскольку в основном здесь пользовались кирпичными строениями. С. Дер-Нерсисян считает, что, наоборот, можно найти следы влияния армянской скульптуры в Византии, особенно в памятниках Греции, Македонии и Фракии. Наиболее ранние примеры находятся в Беотии — в церкви Григория Назианзина в Фивах 872 года и в церкви Пресвятой Богородицы в Скрипу 874 года, в рельефах которых встречаются типичные для армянских скульптур мотивы птиц и животных, заключённых в медальоны. Тем не менее, византийские мотивы «императорских орлов» можно найти в скульптурах Звартноца.
Вопрос о взаимосвязях в области архитектуры достаточно сложен. В начале XX века на примере Ереруйкской базилики Н. Я. Марр указал на влияние в V—VI веках на армянскую архитектуру со стороны византийской в то время Сирии. В дальнейшем И. А. Орбели писал, что «первые архитектурные памятники (почти единственное наследие древнейшего христианского искусства Армении) носят чисто сирийский характер». Неоднократно к этому вопросу обращался А. Л. Якобсон, указывавший на примере Ереруйской и Текорской базилик наличие общих черт с сирийскими сооружениями — наличие башен по сторонам от входа, галереи с портиками вдоль северной и южной сторон храмов. Черты сирийской архитектуры этот исследователь обнаруживает и в светских постройках — дворцах в Двине и Аруче. Полемизируя с А. Л. Якобсоном, С. Х. Мнацаканян указывает на возможное влияние армянских крестово-купольных храмов, к числу которых он отнёс Эчмиадзинский монастырь, на формирование средневизантийского крестово-купольного зодчества. Византийские черты обнаруживают также у построенного в начале 640-х годов, во время византийской оккупации Армении, храма Звартноц. Однако, как отмечает американский специалист по армянской архитектуре К. Маранци, конкретные черты этого сходства практически не исследовались. Ряд исследователей отмечают, что переселение армян в западные области Византии оставило след на архитектуру региона. Ещё в 1899 году Огюст Шуази обращал внимание на влияние армянской архитектуры на Балканах, в особенности в Сербии. Встречающиеся в Сербии узоры розы, уникальные для своего региона, иногда объясняются связями с армянской, грузинской или исламской архитектурой. Контакты с армянской архитектурой замечаются в планах церквей Святой Софии в Охриде, Пресвятой Богородицы в Скрипу, в кирпичной кладке в Плиске. К концу XIII века, по-видимому под влиянием из Армении или Грузии, значительно меняются архитектурные традиции высокогорных областей Малой Азии. Французский историк искусства Габриэль Милле, указывая на важные различия в церквях Греции и Константинополя, утверждал, что зодчество Греции больше вдохновлялось анатолийской и армянской архитектурой, чем константинопольской. Согласно Йозефу Стржиговскому византийская архитектура в XI веке переняла ряд характерных черт армянской архитектуры, однако его взгляды остаются спорными. К. Туманов отмечает, что армянские архитекторы обладали международным признанием. Так, например, известно, что один из самых известных архитекторов своего времени, армянский архитектор Трдат выполнил работы по восстановлению повреждённого в результате землетрясения купола Софийского собора в Константинополе. В дальнейшем этот же зодчий построил Анийский собор. Исследования, произведённые на куполе Софийского собора обнаружили некоторые особенности в применённых армянским специалистом конструкционных решениях, однако не известны примеры их применения в других византийских храмах. Армянские постройки Трдата также не приобрели существенных черт, характерных для архитектуры Константинополя.

### Первичные источники
- Ованес Драсханакертци. История Армении / Перевод с древнеармянского М. О. Дарбинян-Меликян. — Ереван: Издательство АН АрмССР, 1984.
- Степанос Таронеци. Всеобщая история Степаноса Таронского, Асохика по прозванию, писателя XI столетия / перевод Н.Эмина. — М.: Типогр. Лазарев. Инст. восточ. языков, 1863.
- Аристакес Ластивертци. Повествование вардапета Аристакэса Ластиверци / Пер. с древнеарм., вступ. ст., коммент. и прил. К. Н. Юзбашяна. — М.: «Наука», Главная ред. восточной литературы, 1968. — 194 с. — (Памятники пис'менности востока (Том 15)).
- Константин Багрянородный. Об управлении империей / Под редакцией Г. Г. Литаврина и А. П. Новосельцева. — М.: Наука, 1991. — 496 с. — ISBN 5-02-008637-1.
- Продолжатель Феофана. Жизнеописания византийских царей / изд подготовил Любарский Я. Н.. — 2 изд.. — СПб.: «Алетейя», 2009. — 400 с. — (Византийская библиотека. Источники). — ISBN 978-5-91419-146-4.
- Прокопий Кесарийский. Война с готами // Прокопий Кесарийский. Война с готами. О постройках / Пер. С. П. Кондратьев. Вступит. статья З. В. Удальцовой. — М.: Арктос, 1996. — 167 с. — ISBN 5-85551-143-X.
- Себеос. История императора Иракла. — СПб., 1862. — 216 с.
- Феофан Исповедник. Летопись византийца Феофана от Диоклетиана до царей Михаила и сына его Феофилакта. — М., 1884.
- Феофилакт Симокатта. История / Перевод С. П. Кондратьева. — Изд-во АН СССР, 1957. — 222 с. — 3500 экз.
- Всеобщая история Вардана Великого / пер. Н. Эмина. — М., 1861.
- Хронографическая история, составленная отцом Мехитаром, вардапетом Айриванкским / пер. К. Патканова. — СПб., 1869.

### Исследования
на английском языке
- Adontz N. Role of the Armenians in Byzantine Science // Armenian Review. — Boston: Hairenik Association, 1950. — Т. 3. — С. 55—73.
- Alpi F., Casella M. V. Armena natione: Investigating Traces of Armenian Presence in Ancient and Late-Antiquity Adriatic // Akten des 17. Österreichischen Althistorikerinnen- und Althistorikertages. — Wien, 2020. — 1—12 p.
- Charanis P. Ethnic Changes in the Byzantine Empire in the Seventh Century // Dumbarton Oaks Papers. — Washington: Dumbarton Oaks, 1959. — Т. 13. — С. 23—44. — ISSN 0070-7546.
- Charanis P. The Armenians in the Byzantine Empire // Byzantinoslavica. — 1961. — Т. XXII. — С. 196—240.
- Charanis P. A Note on the Ethnic Origin of the Emperor Maurice // Byzantion. — 1965. — Т. XXXV. — С. 412—417.
- Der Nersessian S. Armenia and the Byzantine Empire. — Cambridge, MA: Harvard University Press, 1945. — xxi+148 p.
- Garsoïan N. The Problem of Armenian Integration into the Byzantine Empire // Hélène Ahrweiler, Angeliki E. Laiou[англ.] Studies on the Internal Diaspora of the Byzantine Empire. — Dumbarton Oaks, 1998. — С. 53—124. — ISBN 0-88402-247-1.
- Johnson M. J., Ousterhout R. G., Papalexandrou A. (ed.). Approaches to Byzantine Architecture and Its Decoration. — Farham: Ashgate Publishing, 2012. — 309 p. — ISBN 978-1-4094-2740-7.
- Kaegi W. Heraclius Emperor of Byzance. — Cambridge: Cambridge University Press, 2003. — 359 p. — ISBN 0 521 81459 6.
- Kazhdan, Alexander, ed. (1991). The Oxford Dictionary of Byzantium. Oxford University Press: Oxford and New York. ISBN 0-19-504652-8.
- Krautheimer R., Curcic S.[англ.]. Early Christian and Byzantine Architecture. — New Heaven: Yale University Press, 1992. — 553 p. — ISBN 978-0-3000-5294-7.
- Maranci Ch. Byzantium through Armenian Eyes: Cultural Appropriation and the Church of Zuart'noc' // Gesta. — 2001. — Т. 40, № 2. — С. 105—124. — JSTOR 767241.
- Maranci Ch. The Architect Trdat: Building Practices and Cross-Cultural Exchange in Byzantium and Armenia // Journal of the Society of Architectural Historians. — Chicago: University of California Press, 2003. — Т. 62, № 3. — С. 294—305. — JSTOR 3592516.
- Rosser J. H. Historical Dictionary of Byzantium. — 2nd ed. — Metuchen: Scarecrow Press, 2011.
- Shahid I. The Iranian Factor in Byzantium during the Reign of Heraclius // Dumbarton Oaks Papers. — Washington: Dumbarton Oaks, 1972. — Т. 26. — С. 293—320. — JSTOR 1291324.
- Stratos A. Byzantium in the Seventh Century. — Amsterdam: Cambridge University Press, 1980. — 203 p. — ISBN 90-256-0852-3.
- Toumanoff C. Caucasia and Byzantium // Traditio. — Cambridge: Cambridge University Press, 1971. — С. 111—158.
- Treadgold Warren T. The Byzantine Revival, 780–842 (англ.) / American Council of Learned Societies. — Stanford, CA: Stanford University Press, 1988. — XV, 504 p. — (ACLS Humanities E-Book). — ISBN 0-804-71462-2. — ISBN 978-0-804-71462-4.
- Trkulja J., Lees C. Armenians in Constantinople (англ.). Εγκυκλοπαίδεια Μείζονος Ελληνισμού, Κωνσταντινούπολη (28 февраля 2008). Дата обращения: 19 апреля 2015.
- Vryonis S. Byzantium: The Social Basis of Decline in the Eleventh Century // GRBS. — Durham, NC: Duke University Press, 1959. — Т. 2. — С. 159—175.
- Robert W. Thomson[англ.]. Armenian Literary Culture through the Eleventh Century // The Armenian People From Ancient to Modern Times: The Dynastic Periods: From Antiquity to the Fourteenth Century / edited by Richard G. Hovannisian. — New York: St. Martin’s Press, 1997. — Vol. I. — P. 199—241. — 343 p.

на русском языке
- Адонц Н. Г. Армения в эпоху Юстиниана. — 2 изд. — Ереван: Изд-во Ереванского Университета, 1971. — 526 с.
- Арутюнова-Фиданян В. А. Полемика между халкидонитами и монофизитами и переписка патриарха Фотия // Вестник ПСТГУ. I: Богословие. — 2010. — Вып. 2. — С. 23—33.
- Арутюнова-Фиданян В. А. Армяно-халкидонитскаяя аристократия на службе империи: полководцы и дипломатические агенты Константина VII Багрянородного // Вестник ПСТГУ. III: Филология. — 2012. — Вып. 3. — С. 7—17.
- Арутюнова-Фиданян В. А. Образ Византии в армянской средневековой историографии X в // Византийский временник. — М.: «Наука», 1991. — Т. 52 (77). — С. 113—126.
- Бартикян Р. М. Неизвестная армянская аристократическая фамилия на службе в Византии в IX-XI вв // Античная древность и средние века. — Барнаул: Уральский федеральный университет, 1992. — Вып. Вып. 26: Византия и средневековый Крым. — С. 83—91.
- Бартикян Р. М. О царском кураторе "MANZHKEPT KAI EΣΩ IBHPIAΣ" Михаиле. В связи с восточной политикой Василия II (976— 1025 гг.) // Историко-филологический журнал. — Ереван: Изд-во НАН РА, 2000. — № 1.
- Васильев А. А. Происхожденіе императора Василія Македонянина // Византийский временник. — 1906. — Т. XII. — С. 148—165.
- Каковкин А. Я. К вопросу о византийском влиянии на армянские памятники художественного серебра // Պատմա-Բանասիրական Հանդես. — 1973. — № 1. — С. 49—60.
- Каждан А. П. Армяне в составе господствующего класса Византийской империи в XI—XII вв. — Ереван: Изд-во АН Армянской ССР, 1975. — 190 с. — 1000 экз.
- Кулаковский Ю. А. История Византии. — СПб.: «Алетейя», 1996. — Т. III. — 454 с. — 3000 экз.
- Курбатов Г. Л. Образование Византии. Территория природные условия и население // Отв. редактор С. Д. Сказкин История Византии. — Наука, 1967. — Т. I. — С. 66—75.
- Лемерль П. Первый византийский гуманизм. — СПб.: Своё издательство, 2012. — 490 с. — ISBN 9785-4386-5145-1.
- Меликсет-Бек Л. М. Из истории армяно-византийских отношений // Византийский временник. — М.: «Наука», 1961. — Т. 20. — С. 64—74.
- Мнацаканян С. Архитектура Армении в контексте зодчества Переднего Востока (по поводу последних трудов А. Л. Якобсона) // Պատմա-Բանասիրական Հանդես. — 1985. — № 12. — С. 66—74. — ISSN 0320-8117.
- Мохов А. С. Византийская армия в середине VIII — середине XI в.: Развитие военно-административных структур. — Екатеринбург: Издательство Уральского университета, 2013. — 278 с. — ISBN 978-5-7996-1035-7.
- Острогорский Г. А. История Византийского государства / Пер. с нем.: М. В. Грацианский. Ред. П. В. Кузенков. — М.: Сибирская Благозвонница, 2011. — 895 с. — ISBN 978-5-91362-458-1.
- Сенина Т. А. (монахиня Кассия). «Лев Преступник». Царствование византийского императора Льва V Армянина в отражении византийских хронистов IX века. — М.: Accent Graphics Communications, 2012. — 160 с. — ISBN 978-1-927480-41-0.
- Степаненко В. С. Политическая обстановка в Закавказье в первой половине XI в // Античная древность и средние века. — Свердловск: Уральский государственный университет, 1975. — Вып. 11. — С. 124—132.
- Степаненко В. С. Армяне-халкидониты в истории Византии XI в.: (По поводу книги В. А. Арутюновой-Фиданян) // Византийский временник. — М.: Наука, 1999. — Т. 59. — С. 40—61.
- Удальцова З. В. Своеобразие общественного развития Византийской империи. Место Византии во всемирной истории // Отв. редактор С. Д. Сказкин История Византии. — «Наука», 1967. — Т. III. — С. 303—341.
- Шагинян А. К. Армения и страны Южного Кавказа в условиях византийско-иранской и арабской власти. — СПб.: «Алетейя», 2011. — 512 с. — ISBN 978-5-914195-73-8.
- Юзбашян К. Н. Некоторые проблемы изучения армяно-византийских отношений // Լրաբեր Հասարակական Գիտությունների. — Ереван, 1971. — № 3. — С. 36—45.
- Якобсон А. Л. Армения и Сирия: Архитектурные сопоставления // Византийский временник. — М.: Наука, 1976. — Т. 37. — С. 192—206.

на французском языке
- Dédéyan G.[фр.]. Les Arméniens sur la frontière sud-orientale de Byzance, fin IXe - fin XIe siècle // La Frontière. Séminaire de recherche sous la direction d'Yves Roman. — Lyon: Maison de l'Orient et de la Méditerranée Jean Pouilloux, 1993. — С. 67—85.
- Dorfmann-Lazarev I. Arméniens et byzantins à l'époque de Photius: deux débats théologiques après le triomphe de l'orthodoxie. — Leuven: Peeters, 2004. — 321 p.
- Goubert P. Maurice et l'Arménie [Note sur le lieu d'origine et la famille de l'empereur Maurice (582-602)] // Échos d'Orient. — Paris: Institut français d'études byzantines, 1941. — Т. 39, № 199—200. — С. 383—413. — doi:10.3406/rebyz.1941.2971.
- Balard M.[фр.], Ducellier A.[англ.]. Les Arméniens en Italie byzantine (VIe–XIe siècle) // Migrations et diasporas méditerranéennes: Xe-XVIe siècles. — P.. — Publications de la Sorbonne, 2002. — Vol. 19. — P. 33—37.